# موتي كيرشنباوم
موتي كرشنباوم (بالعبرية: מרדכי "מוטי" קירשנבאום‏) (24 سبتمبر 1939 - 25 سبتمبر 2015) إعلامي إسرائيلي، ومخرج أفلام وثائقية.
حصل على جائزة إسرائيل في «فن الإذاعة والتلفزيون والسينما»، في عام 1976.  

## حياته
ولد كيرشنباوم في مدينة كفار سابا في إسرائيل عام 1939. ودرس في ثانوية برديس حنا الزراعية. وخدم في وحدة ناحال (لواء المظليين الإسرائيليين) في الجيش الإسرائيلي. ودرس السينما والتلفزيون في جامعة كاليفورنيا  من عام 1962 إلى عام 1968.
كان أحد العاملين في التلفزيون الإسرائيلي منذ إنشائه في مايو 1968، وكان رئيس تحرير برنامج «مابات» الإخباري خلال سنواته الثلاث الأولى. وأخرج عدة أفلام وثائقية، وأنتج وحرر عدة برامج تلفزيونية (منها «لو حاكول أوفير» و«نيكوي روش»). كما أخرج أيضًا عروضاً مسرحية ساخرة عديدة منها عروضا للثلاثي «هاغاشاش هاخيفير» الشهيرة. 
كما كتب وأخرج ما يقرب من 120 تقريرًا إخباريا لبرنامج «يومان» التلفزيوني. وعمل مديرا لقسم برامج القناة الأولى الإسرائيلية من 1976 إلى 1979. 
في أواخر الثمانينيات، استقال من عمله في هيئة الإذاعة الإسرائيلية (IBA) وأنشأ شركة إنتاج فيديو اسمها «عنات»لإنتاج أفلام ترويجية تجارية. واستمر في كتابة التقارير الإخبارية لبرنامج يومان، وكان يكتب عمودًا أسبوعيًا في صحيفة يديعوت أحرونوت. 
في عام 1993 عُين رئيساً تنفيذياً لهيئة الإذاعة الإسرائيلية، وهو المنصب الذي شغله حتى تقاعده في عام 1998.  وفي عام 2003، بدأ في تقديم برنامج الأخبار الجارية "لندن وكيرشنباوم" " بالاشتراك مع يارون لندن على القناة العاشرة.  في عام 2008، وقع كلاهما لمدة عامين آخرين. 
توفي كيرشنباوم في 25 سبتمبر 2015، بعد يوم واحد من عيد ميلاده السادس والسبعين. وعاش في مستوطنة مخمورت الواقعة في وسط إسرائيل حتى وفاته. 

## جوائز
- في عام 1976، حصل كيرشنباوم على جائزة إسرائيل في «فن الإذاعة والتلفزيون والسينما»، تقديراً لعمله في التلفزيون بالدرجة الأولى.[1] [2]
- في عام 2009، حصل كيرشنباوم على جائزة إنجاز العمر من جمعية المراسلين الإسرائيلية.[2]
- في عام 2012، حصل كيرشنباوم على جائزة إنجاز العمر في حفل توزيع جوائز الأكاديمية الإسرائيلية للتلفزيون والسينما. [2] [6]